# East Newark
East Newark és una població dels Estats Units a l'estat de Nova Jersey. Segons el cens del 2009 tenia 2.126 habitants.

## Demografia
Segons el cens del 2000, East Newark tenia 2.377 habitants, 767 habitatges, i 605 famílies. La densitat de població era de 9.177,6 habitants/km².
Dels 767 habitatges en un 41,9% hi vivien nens de menys de 18 anys, en un 55% hi vivien parelles casades, en un 16% dones solteres, i en un 21,1% no eren unitats familiars. En el 16% dels habitatges hi vivien persones soles el 5,9% de les quals corresponia a persones de 65 anys o més que vivien soles. El nombre mitjà de persones vivint en cada habitatge era de 3,1 i el nombre mitjà de persones que vivien en cada família era de 3,4.
Per edats la població es repartia de la següent manera: un 25,9% tenia menys de 18 anys, un 10,9% entre 18 i 24, un 36,7% entre 25 i 44, un 18,8% de 45 a 60 i un 7,6% 65 anys o més.
L'edat mediana era de 32 anys. Per cada 100 dones de 18 o més anys hi havia 104,5 homes.
La renda mediana per habitatge era de 44.352 $ i la renda mediana per família de 46.375 $. Els homes tenien una renda mediana de 31.875 $ mentre que les dones 24.231 $. La renda per capita de la població era de 16.415 $. Aproximadament l'11,3% de les famílies i el 12,6% de la població estaven per davall del llindar de pobresa.

## Poblacions properes
El següent diagrama mostra les poblacions més properes.